# Astragalus hajiabadensis
Astragalus hajiabadensis es una especie de planta del género Astragalus, de la familia de las leguminosas, orden Fabales.

## Distribución
Astragalus hajiabadensis se distribuye por Irán.

## Taxonomía
Fue descrita científicamente por Podlech & Maassoumi. Fue publicada en Feddes Repert. 114: 340 (2003).